# 软盘 (公司)
软盘/軟碟（Softdisk, LLC）是一家位于美国路易斯安那州的专门经营软件和网络有关商品的公司。它经营为苹果电脑和其他主机提供支持的软件的杂志，比如苹果电脑软件杂志和大蓝盘。上个世纪90年代，他们的出版行为被迫停止，尽管载星杂志还在继续独立出版。2006年軟盤公司出售給Bayou Internet and Communications公司。
软盘也售卖一些软件，包括能制作屏幕保护的屏幕保护工作室，现在这个软件还在开发和销售。不过软盘之所以被人所知还是因为他们曾经雇佣过后来成立了id Software的一些人，比如约翰·卡马克和约翰·罗梅洛，他们都曾经在软盘的软件部门工作过，但是后来和阿德里安·卡马克以及汤姆·霍尔一起离开了软盘创建了自己的公司。在软盘任职期间，他们开发了坦克3D、拯救罗沃和基恩梦想游戏（作为指挥官基恩系列游戏的“丢失”章节）。软盘在卡马克等人离开后雇佣其他人用这些游戏的引擎开发了其他一些游戏。

## 外鏈
- 官方网站